# Mariusz Czerkawski
Mariusz Krzysztof Czerkawski [výsl. přibližně marjuš křištof čerkafski] (* 13. dubna 1972 Radomsko) je bývalý polský hokejový reprezentant, který se prosadil i v severoamerické NHL, kde oblékal dres klubů Boston Bruins, Edmonton Oilers, New York Islanders, Montreal Canadiens a Toronto Maple Leafs.
V letech 1996-98 byla jeho manželkou polská zpěvačka a herečka Izabella Scorupco.

## Kariéra před NHL
Czerkawski nakoukl do seniorské polské nejvyšší soutěže v sezoně 1990/91 v dresu GKS Tychy, jehož barvy hájil již v mládežnických kategoriích. Nadprůměrné výkony v klubu i mládežnických reprezentačních výběrech (viz níže) zaujaly skauty klubu NHL Boston Bruins, který jej draftoval. V létě 1991 se přesunul do klubu švédské ligy Djurgårdens IF. Během sezony 1992/93 jej zaměstnavatel poslal na roční hostování do druholigového Hammarby IF. V sezoně 1993/94 již opět polský talent nastupoval za Djurgårdens a poté, co jeho klub vypadl v prvním kole play off, posílil v závěru sezony Boston Bruins.

## NHL a závěr ve Švýcarsku
Během svého účinkování během ročníku 1993/94 v dresu Bruins stihl odehrát čtyři utkání základní části a poté i celé play off, ve kterém vypadl Boston ve druhém kole. Czerkawski se svým startem v soutěži stal prvním hokejistou NHL, který byl vychován v Polsku. Sezona 1994/95 nezačala kvůli sporům majitelů klubů s hráčskou asociací NHLPA v běžném termínu, takže v jejím úvodu sehrál Czerkawski sedm utkání ve finské lize za Blues Espoo. Po zahájení NHL už opět oblékal dres Bostonu, se kterým vypadl v prvním kole play off.
V průběhu sezony 1995/96 byl vyměněn do kanadského klubu Edmonton Oilers, ve kterém strávil i následující sezonu (kdy vypadl jeho celek ve druhém kole play off). V letech 1997-2002 nastupoval za New York Islanders, kde si v sezoně 1999/2000 vysloužil nominaci do utkání hvězd. S Islanders si zahrál play off pouze v sezoně 2001/02, kdy klub nepřešel přes první kolo. V ročníku 2002/03 patřil do kádru Montreal Canadiens, kde se ale neprosadil a část sezony dokonce strávil na farmě v celku Hamilton Bulldogs, který hraje American Hockey League. Před sezonou 2003/04 se tedy rozhodl pro návrat do Islanders, kde strávil jeden rok. Islanders se kvalifikovali do vyřazovacích bojů, ale skončili již v prvním kole.
Sezona NHL 2004/05 se kvůli stávce hráčů neuskutečnila a Czerkawski podobně jako řada dalších hráčů tuto sezonu působil v Evropě, konkrétně po jedenácti letech hrál za Djurgårdens IF. Po výluce se ještě na jednu sezonu vrátil do zámoří, kde začal ročník v dresu Toronto Maple Leafs, odkud byl vyměněn symbolicky do Boston Bruins, který byl tedy jeho první i závěrečnou štací v NHL.
V letech 2006-2008 polské pravé křídlo hrálo švýcarskou ligu za Rapperswil-Jona Lakers.

### Klubová statistika v seniorských soutěžích
- Debut v NHL - 16. března 1994 (BOSTON BRUINS - Montreal Canadiens) - připsal si gól a asistenci

| Sezona       | Klub                   | Soutěž       | Základní část | Základní část | Základní část | Základní část | Základní část | Play off | Play off | Play off | Play off | Play off |
| Sezona       | Klub                   | Soutěž       | Z             | G             | A             | B             | TM            | Z        | G        | A        | B        | TM       |
| ------------ | ---------------------- | ------------ | ------------- | ------------- | ------------- | ------------- | ------------- | -------- | -------- | -------- | -------- | -------- |
| 1990/91      | GKS Tychy              | POL          | 24            | 25            | 15            | 40            | —             | —        | —        | —        | —        | —        |
| 1991/92      | Djurgårdens IF         | SWE          | 39            | 8             | 5             | 13            | 4             | 3        | 0        | 0        | 0        | 2        |
| 1992/93      | Hammarby IF            | SWE-2        | 32            | 39            | 30            | 69            | 74            | 13       | 16       | 7        | 23       | 34       |
| 1993/94      | Boston Bruins          | NHL          | 4             | 2             | 1             | 3             | 0             | 13       | 3        | 3        | 6        | 4        |
|              | Djurgårdens IF         | SWE          | 39            | 13            | 21            | 34            | 20            | 6        | 3        | 1        | 4        | 2        |
| 1994/95      | Boston Bruins          | NHL          | 47            | 12            | 14            | 26            | 31            | 5        | 1        | 0        | 1        | 0        |
|              | Blues Espoo            | FIN          | 7             | 9             | 3             | 12            | 10            | —        | —        | —        | —        | —        |
| 1995/96      | Boston Bruins          | NHL          | 33            | 5             | 6             | 11            | 10            | —        | —        | —        | —        | —        |
|              | Edmonton Oilers        | NHL          | 37            | 12            | 17            | 29            | 8             | —        | —        | —        | —        | —        |
| 1996/97      | Edmonton Oilers        | NHL          | 76            | 26            | 21            | 47            | 16            | 12       | 2        | 1        | 3        | 10       |
| 1997/98      | New York Islanders     | NHL          | 68            | 12            | 13            | 25            | 23            | —        | —        | —        | —        | —        |
| 1998/99      | New York Islanders     | NHL          | 78            | 21            | 17            | 38            | 14            | —        | —        | —        | —        | —        |
| 1999/00      | New York Islanders     | NHL          | 79            | 35            | 35            | 70            | 34            | —        | —        | —        | —        | —        |
| 2000/01      | New York Islanders     | NHL          | 82            | 30            | 32            | 62            | 48            | —        | —        | —        | —        | —        |
| 2001/02      | New York Islanders     | NHL          | 82            | 22            | 29            | 51            | 48            | 7        | 2        | 2        | 4        | 4        |
| 2002/03      | Montreal Canadiens     | NHL          | 43            | 5             | 9             | 14            | 16            | —        | —        | —        | —        | —        |
|              | Hamilton Bulldogs      | AHL          | 20            | 8             | 12            | 20            | 12            | 6        | 1        | 3        | 4        | 6        |
| 2003/04      | New York Islanders     | NHL          | 81            | 25            | 24            | 49            | 16            | 5        | 0        | 1        | 1        | 0        |
| 2004/05      | Djurgårdens IF         | SWE          | 46            | 15            | 9             | 24            | 20            | 5        | 1        | 0        | 1        | 2        |
| 2005/06      | Toronto Maple Leafs    | NHL          | 19            | 4             | 1             | 5             | 6             | —        | —        | —        | —        | —        |
|              | Boston Bruins          | NHL          | 16            | 4             | 1             | 5             | 4             | —        | —        | —        | —        | —        |
| 2006/07      | Rapperswil-Jona Lakers | SWI          | 43            | 21            | 20            | 41            | 70            | 7        | 6        | 6        | 12       | 16       |
| 2007/08      | Rapperswil-Jona Lakers | SWI          | 49            | 22            | 31            | 53            | 30            | 5        | 1        | 0        | 1        | 4        |
| Celkem v NHL | Celkem v NHL           | Celkem v NHL | 745           | 215           | 220           | 435           | 274           | 42       | 8        | 7        | 15       | 18       |

## Reprezentace
Sedmnáctiletý Czerkawski byl v roce 1989 vybrán do polského výběru do 18 let, který absolvoval turnaj B-skupiny mistrovství Evropy do 18 let a vybojoval postup do elitního turnaje pro následující rok. Tohoto šampionátu, který se konal ve Švédsku se zúčastnil talentovaný Polák také.
Šikovné pravé křídlo neuniklo pozornosti ani trenérům reprezentace do 20 let. V jejím dresu si zahrál rodák z Radomska na mistrovství světa této věkové kategorie v roce 1990 ve Finsku. Polský tým bez jediného bodu skončil na poslední osmé pozici a sestoupil. Czerkawski obdržel cenu pro nejlepšího hráče svého týmu a startoval i o rok později i na turnaji B-skupiny šampionátu (zde byl nejproduktivnějším hráčem).
V roce 1991 se zúčastnil poprvé velké akce jako člen seniorské reprezentace, když nastoupil na mistrovství světa skupiny B v Jugoslávii. Zde vzhledem k rozšíření hlavního šampionátu z 8 na 12 účastníků stačilo k postupu čtvrté místo. V roce 1992 si zahrál na olympijském turnaji v Albertville, kde se svým týmem obsadil 11. místo(z dvanácti účastníků). Na mistrovství světa téhož roku v ČSFR si Czerkawski nepřipsal ani bod a Polsko skončilo na posledním dvanáctém místě a sestoupilo. Po vypadnutí v základní části s New York Islanders v roce 1998 stihl posílit reprezentaci na mistrovství světa skupiny B ve Slovinsku, kde odehrál tři zápasy a podílel se pouze na sedmém místě v osmičlenném turnaji. Polsko bylo pořadatelem B-skupiny MS v roce 2000 a hráč Islanders v dresu domácího výběru byl hlavní hvězdou turnaje, kde domácí obsadili čtvrté místo. Dosud naposledy v historii se polský národní tým zúčastnil hlavního turnaje MS v roce 2002 ve Švédsku. Vzhledem k účasti svého klubu v play off NHL, kde Islanders v prvním kole vypadli až po sedmizápasové bitvě s Torontem, stihla hlavní opora týmu jen skupinu o udržení. Poláci obsadili na turnaji 14. pozici, ovšem vzhledem k tehdejším pravidlům, kdy poslední Japonsko mělo právo uhájit svojí účast v asijské kvalifikaci, to znamenalo sestup. Naposledy se zúčastnil Czerkawski B-skupiny mistrovství světa v roce 2006(kdy již tento turnaj nesl název Divize I) v Estonsku.
V reprezentaci odehrál 42 utkání, ve kterých nastřílel 24 branek.

### Reprezentační statistiky
| 1990 | Polsko 20 | MS 20     | 7 | 1  | 0 | 1  | 4  |
| 1990 | Polsko 18 | ME 18     | 6 | 9  | 3 | 12 | 14 |
| 1991 | Polsko 20 | MS 20 - B | 7 | 12 | 3 | 15 | 2  |
| 1991 | Polsko    | MS - B    | 7 | 6  | 2 | 8  | 4  |
| 1992 | Polsko    | OH        | 5 | 0  | 1 | 1  | 4  |
| 1992 | Polsko    | MS        | 6 | 0  | 0 | 0  | 4  |
| 1998 | Polsko    | MS - B    | 3 | 2  | 1 | 3  | 0  |
| 2000 | Polsko    | MS - B    | 7 | 4  | 7 | 11 | 2  |
| 2002 | Polsko    | MS        | 3 | 2  | 2 | 4  | 4  |
| 2006 | Polsko    | MS - B    | 5 | 3  | 4 | 7  | 2  |